# Университет Каид-и Азама

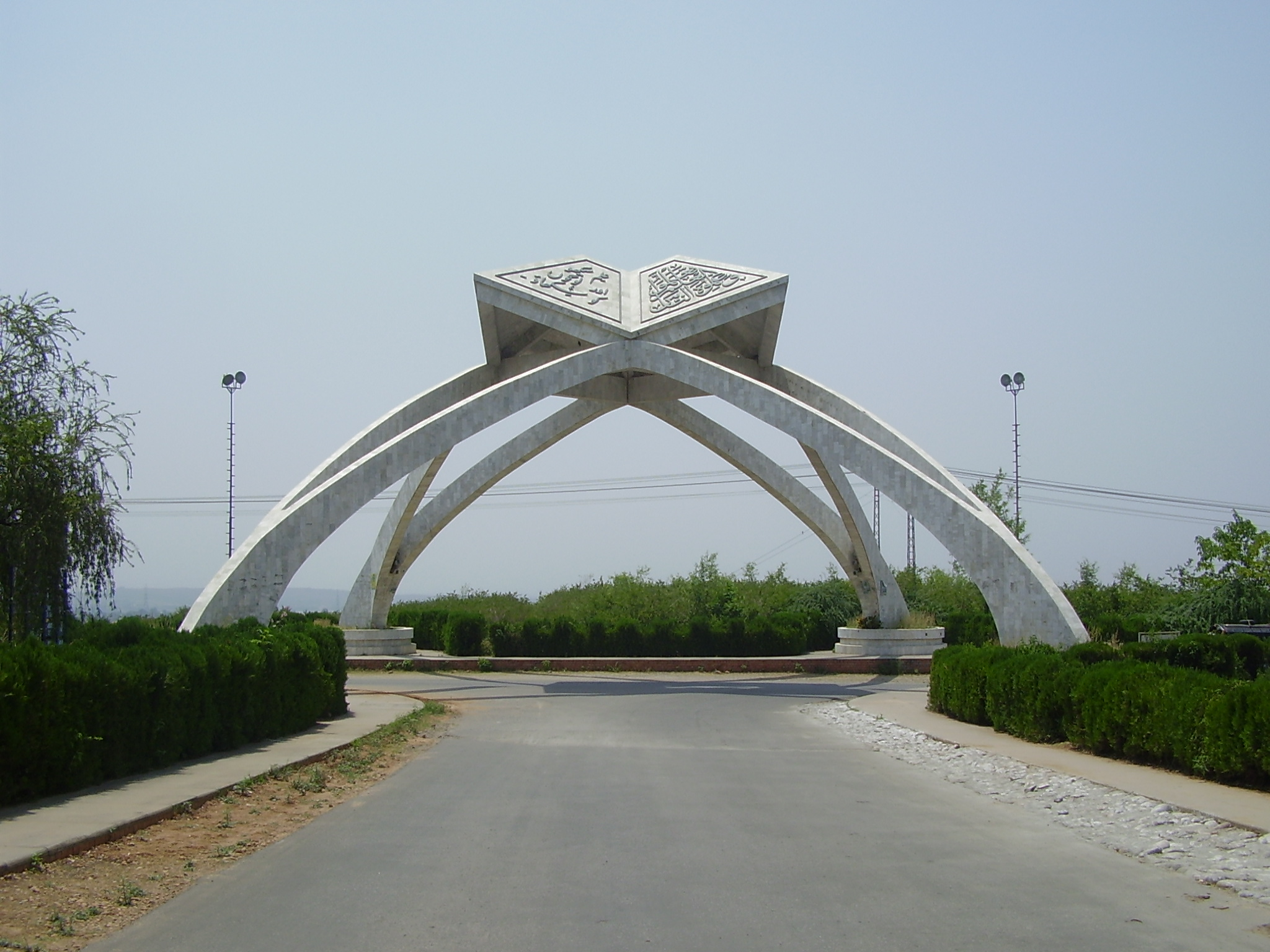
Вход в университет Каид-и-Азам

Университет Каид-и Азама (урду قائداعظم یونیورسٹی‎) — публичный университет в Исламабаде, Пакистан. Был основан под названием Исламабадский университет в 1965 году. Зульфикар Али Бхутто (тогда министр иностранных дел, позднее премьер-министр) получил деньги на открытие университета от правительства США.
Университет поддерживает научное сотрудничество с рядом вузов в США, Европе и Южной Азии. Согласно рейтингу Высшей образовательной комиссии, по состоянию на 2006 г. занимал 1-е место среди вузов Пакистана. 
Состоит из 4 факультетов: естественных наук, социальных наук, биологических наук и медицинских наук.